# Constantínos Christofórou
 (mars 2010).
Si vous disposez d'ouvrages ou d'articles de référence ou si vous connaissez des sites web de qualité traitant du thème abordé ici, merci de compléter l'article en donnant les références utiles à sa vérifiabilité et en les liant à la section « Notes et références ».
Constantínos Christophórou (grec moderne : Κωνσταντίνος Χριστοφόρου ; né le 25 avril 1977 à Limassol, à Chypre), a représenté Chypre à l'Eurovision à trois reprises, en 1996, 2002 et 2005.

## Biographie

### Ses années à Chypre
Constantínos commence sa carrière au collège, où il sort son premier album, "Tora Pou Milas", qui contient ses 2 premiers tubes et une reprise de la chanson présentée par Chypre à l'Eurovision en 1988.
En 1996, il chante « Mono Yia Mas » à la finale chypriote afin de gagner une place à l'Eurovision. Il gagne facilement, et représente son pays à Oslo, où il termine à la neuvième place. La chanson sort ensuite en maxi-single.
La même année, à l'âge de 19 ans, il devient le premier artiste chypriote à obtenir un triple album de platine, avec un album enregistré à Chypre et non à Athènes, où le noyau de l'industrie musicale grecque est située. L'album, intitulé O,ti M'Afora, est sorti peu après sa participation à l'Eurovision en 1996. Il contient sa chanson « Mono Yia Mas », et les singles « Chroma Mavro », « To S' Agapo Pou M' Afora », et « Giati Na Me Niazei ». Il y figure également un duo avec l'artiste grecque Béssy Argyráki.
En 1997, il entame une collaboration avec l'artiste grecque Ánna Víssi, en chantant sur son album Travma, album qui sera classé meilleure vente des années 1990 à Chypre, et meilleure vente pour une artiste féminine dans les années 1990 en Grèce. Il participe également à la tournée Trauma de Vissi en 1997, en Grèce et à Chypre, mais aussi en Australie.
Il a également collaboré avec la star grecque Sákis Rouvás.
À Noël 1998, il retourne à Chypre, où il sort l'album "2000 Keria". Le single du même nom devient un hit dans son pays.

### Ses années dans le groupe ONE
En 1999, il est choisi par le compositeur grec Georges Theofanous pour être le leader du premier boys band de Grèce, ONE. Le groupe connaît le succès commercial en Grèce et à Chypre, leurs trois albums étant certifiés albums de platine.
En 2002, Konstantinos participe à nouveau à l'Eurovision à Tallinn, en Estonie, toujours représentant Chypre, mais cette fois en tant que leader de ONE. Ils présentent la chanson « Gimme », et terminent à la sixième place. La chanson sera ensuite enregistrée en espagnol pour une sortie en Espagne.
Toujours avec ONE, il a la chance de collaborer avec les plus grandes stars de l'industrie musicale grecque, telles que Giannis Parios et Anna Vissi pour la deuxième fois.
En avril 2003, il annonce qu'il quitte le groupe pour lancer sa carrière solo en Grèce.

### En solo à nouveau
Le premier single de sa nouvelle carrière solo, « Alive », sort exclusivement à Chypre, et est le générique de début du spectacle musical « @live ».
La chanson sera incluse dans l'édition chypriote de son album, « I agapi Sou Paei », qui sort en Grèce et à Chypre en septembre 2003. Le premier single à sortir en Grèce est la chanson titre de l'album, qui se classe rapidement en tête des ventes.
L'album contient aussi les singles "Fevgo, Fovame Na Dino" et "Ma Den Me Afises", ainsi qu'un duo avec Ánna Víssi, "Pote Mi Les Pote", remix R&B du hit de Nikos Karvelas sorti dans les années 1980.
L'album est un succès à Chypre, où il est certifié album de platine et où il se classe no 1 des ventes du pays. Il atteint la cinquième place des charts grecques IFPI.
En septembre 2004, il sort son troisième album solo (deuxième en Grèce), "Idiotiki Parastasi". L'album, qui contient les singles "Etsi" et "Anarotieme", est encore dans le top 10 en Grèce et no 1 à Chypre, où il est certifié disque d'or.
En 2005, il retourne à l'Eurovision, avec la chanson "Éla Éla (Come Baby)" (Έλα Έλα en grec), accompagné de Elina Konstantopoulou, représentante de la Grèce en 1995. Ils y terminent 18es. La chanson fera partie de l'édition spéciale de "Idiotiki Parastasi".
Son quatrième album sort en septembre 2005 sous le titre de "O Giros Tou Kosmou". L'album atteint la 1re place à Chypre. En Grèce, il sort le dernier jour où sont comptabilisées les ventes de la semaine, et avec les ventes de ce seul jour entre directement en douzième position du classement, sa meilleure place.
L'album n'a pas autant de succès que le précédent, même si 3 singles sont lancés: "Molis Horisa", "Astinomia" et "Mila", duo avec Katerina Stanisi.
En mai 2006 a lieu la sortie de "Thes Na Kanoume Shesi?". Il s'agit là du premier album de Christofórou certifié disque d'or en Grèce.
La même année, il annonce qu'il quitte sa maison de disques, EMI, pour entreprendre une collaboration avec Virus Music. EMI sort une compilation de ses chansons les plus connues.
Février 2007 marque la sortie de son premier album avec Virus Music, intitulé "E Alithia Ine Mia". Celui-ci entre directement en première place des charts chypriotes et dans le top 20 grec. On peut citer les singles "Stasu Ena Lepto", "Mipos", et "Ah Agapi".
En mai 2008 sort "Istoria 2008", qui comprend 3 reprises et 2 nouvelles chansons. Le premier single est "Afto To Vradi Tha Ne Diko Max", avec Konsantina (c'est au départ une de ses chansons), qui se place en 1re position à Chypre, et dans le top 10 en Grèce. Le deuxième single, "Erhese Esy" (Tu Viens), sort en septembre.
En novembre 2008 il est annoncé qu'un nouvel album est en préparation et que sa sortie était prévue en février 2009.
En décembre 2009, Constantínos est sélectionné pour faire partie des 10 artistes en compétition pour représenter Chypre à l'Eurovision 2010. Sa chanson s'intitule "Angel". La finale se tient à Nicosie en février 2010. "Angel" se classe en deuxième position, la première revenant à Jon Lilygreen and The Islanders et leur chanson "Life looks Better in Spring". "Angel" parvient néanmoins à se hisser dans le top 5 des charts chypriotes.

## Discographie
ALBUMS
- 1996 : O,Ti M' Afora (Chypre) 3X platine
- 2003 : I Agapi Sou Pai - (Grèce et Chypre) Chypre : platine
- 2004 : Idiotiki Parastasi - (Grèce et Chypre) Chypre : disque d'or
- 2005 : O Giros Tou Kosmou - (Grèce et Chypre)
- 2007 : I Alithia Ine Mia - (Grèce et Chypre)
- 2009 : Alios - (Grèce et Chypre)

MAXI-SINGLES/EP
- 1995 : Tora Pou Milas (Chypre) : platine
- 1996 : Mono Yia Mas (Chypre) : disque d'or
- 1998 : 2000 Keria (Chypre) : platine
- 2003 : @live (Chypre)
- 2005 : Ela-Ela (Grèce et Chypre)
- 2006 : Thes Na Kanume Shesi (Grèce et Chypre) Chypre et Grèce : disque d'or
- 2008 : Istoria 2008 (Grèce et Chypre)

COMPILATIONS
- 2006 : Best Of (Grèce et Chypre)

Avec ONE
Sortis en Grèce et à Chypre:
- 1999 : One (EP)
- 1999 : One (album) Grèce : platine, Chypre: platine
- 2000 : 2000One (EP)
- 2001 : Moro Mou (album) Grèce et Chypre : platine
- 2002 : Gimme (single) Grèce : disque d'or, Chypre : platine
- 2002 : Dame (single - sorti en Espagne seulement)
- 2002 : Eho Tosa Na Sou Po & Eho Tosa Na Sou Po + The One and Only (album)
- G et Chypre :tine, Chypre: platine
- 2003 : Best of One Live Sto Likavito (album live)

COMME COMPOSITEUR
- 2002 : Yiannis Parios - To Kalo Pou Sou Thelo (album) (Grèce : disque d'or)
- 2003 : Anna Vissi - Paraxenes Eekones (album) - Grèce et Chypre : 2x platine)
- 2004 : Andreas Ektoras - Doro (album)
- 2006 : Stella Georgiadou - Se Xriazome (EP)
- 2007 : Erene Merkouri - Miso Lepto (album)
- 2007 : Giorgos Papadopoulos - Se Pethimisa (EP)
- 2009 : Vera Boufi - Aggele Mou Esy (single)
- 2009 : Lampros - Se Proto Sxedio (EP)
- 2007 : I Alithia Ine Mia
- 2009 : Alios